# Joseph Louis Lagrange
Joseph-Louis Lagrange gróf, eredeti olasz nevén Giuseppe Luigi Lagrangia (Torino, 1736. január 25. – Párizs, 1813. április 10.) olasz születésű francia matematikus; a számelmélet, a matematikai analízis és az égitestek mechanikája területén elért eredményeiről híres. Legfontosabb műve a Mécanique analitique (Analitikus mechanika; 1788) című kötet, amely az e témakörben később írott könyvek alapja lett. Egyike azon 72 tudósnak, akiknek neve szerepel az Eiffel-torony oldalán.

## Élete
Jómódú, francia eredetű családban született. Apja, Descartes leszármazottja, a szárd király kincstárnoka volt, ám kockázatos üzleteken elveszítette vagyonát. Lagrange később megemlítette: „Gazdagon alighanem sohasem adtam volna matematikára a fejem.” 

A matematika iránt véletlenül ébredt fel az érdeklődése, miután elolvasta Edmond Halley angol csillagász emlékiratait. 19 (némelyek szerint már 16) évesen matematikát tanított a torinói tüzériskolában. Szerepe volt a Torinói Tudományos Akadémia megalapításában. A hang terjedésével és a hullámelvvel kapcsolatos első közleményeit kedvezően fogadták; a berlini Leonhard Euler nagyra tartotta Lagrange variációelméletét. Fölfedezéseivel az ifjú matematikus később is meglepte kortársait.

## Az elismertség felé
Lagrange-t 1761-re már a kor egyik legnagyobb élő matematikusaként tartották számon. 1764-ben a Hold librációjával (vagyis az égitest mozgásában – forgásában és haladásában – megfigyelt ingadozásokkal és egyenetlenségekkel) kapcsolatos értekezéséért megkapta a Francia Természettudományi Akadémia díját. Ebben a dolgozatában alkalmazta azokat az egyenleteket, amelyek ma már az ő nevét viselik. Sikerén felbátorodva az Akadémia 1766-ban díjat tűzött ki a Jupiter-holdak mozgásának leírására, amelyet ismét Lagrange nyert el, akárcsak 1772-ben, 1774-ben és 1778-ban. 1766-ban-miután meghívója, Nagy Frigyes kinyilvánította, hogy „Európa legnagyobb királya” szívesen látja udvarában „Európa legnagyobb matematikusát” – Euler és Jean d'Alembert francia matematikus ajánlásával – Berlinbe ment, hogy átvegye Euler megüresedett helyét az ottani akadémián.

## A berlini évek
Lagrange 1787-ig élt Berlinben, és mindvégig bámulatosan termékeny volt. Értekezéseket publikált a háromtest-problémáról – ez három, egymást a Newton-féle gravitációs törvény alapján kölcsönösen vonzó tömeg mozgásával kapcsolatos –, a differenciálegyenletekről, a prímszámok elméletéről, a tévesen Eulernek tulajdonított (valójában John Pell nevéhez fűződő), alapvetően fontos számelméleti egyenletről, a valószínűségszámításról, a mechanikáról, valamint a Naprendszer stabilitásáról.
Reflexióm sur la résolution algébrique des équations (Észrevételek az egyenletek algebrai megoldásával kapcsolatban, 1770) című terjedelmes dolgozata új korszakot nyitott az algebra történetében, és Évariste Galois-t a csoportelmélet kidolgozására ösztönözte.
A kizárólag a tudománynak élő, csendes és szívélyes Lagrange távol maradt az udvari viszályoktól és intrikáktól.

## Párizs
Frigyes halála után elfogadta XVI. Lajos párizsi meghívását. Külön lakosztályt kapott a Louvre-ban, többször is kitüntették, és a francia forradalom idején is mindvégig tisztelettel bántak vele. Ekkor írta Mécanique analitique c. klasszikus művét, amelyben – saját variációs számításaira alapozva – ragyogóan összefoglalta a Newton óta eltelt évszázad mechanikai kutatásait. Lagrange a mechanikai rendszerek bizonyos tulajdonságait egy összegnek (vagy integrálnak) a változásai alapján következtette ki, amelyek a rendszer valódi viselkedését leíró pályához viszonyított, elvileg lehetséges (más szóval virtuális) elmozdulásoknak tulajdoníthatók. Ez egyrészt a véges számú részecskéből álló rendszerek leírásához szükséges független („általánosított”) koordinátákat, másrészt a klasszikus mechanikai rendszerek ún. Lagrange-egyenleteit eredményezte (ahol a rendszer mechanikai energiája az általánosított koordináták, a megfelelő általánosított erők és az idő függvénye). Lagrange könyve az analízis mintapéldája volt – előszavában kijelentette, hogy „e műben senki nem fog lelni egyetlen számot sem”.

## Az analitikus függvénytan
Az 1789-es forradalom után Lagrange rákényszerült, hogy részt vegyen a mértékrendszert megreformáló bizottság munkájában, majd tanítania kellett. Antoine-Laurent Lavoisier, a híres vegyész lefejezése után Lagrange kijelentette: „Csupán egy pillanatra volt szükség egy olyan fej leütéséhez, amelyhez hasonló talán egy évszázad alatt sem születik.” 1795-ben, az École Polytechnique megnyitása után – Gaspard Monge társaságában – Lagrange lett a francia műegyetem vezető matematikaprofesszora. Előadásait Théorie des fonctions analytiques („Az analitikus függvények elmélete”, 1797) és Lecons sur le calcul des fonctions („Előadások a függvény számításról”, 1804) címmel jelentette meg. Ezek voltak az első valódi tankönyvek az analitikus függvénytan területén. Lagrange aggódott, hogy a kis mennyiségek hányadosai és ezek határértékei (vagyis a deriváltak) folytán a differenciál- és integrálszámítás nem kellően megalapozott, így e műveiben – merész, ám eredménytelen kísérlettel – megpróbálta algebrai alapokra helyezni a számításokat, és kiküszöbölni az infinitezimálist. Tovább dolgozott a Mécanique analitique-en is, de az újabb kiadás már csak halála után jelent meg.

## Az idős Lagrange
A korosodó matematikust Napóleon is megbecsülte, kinevezte szenátorrá, és grófi címet adományozott neki, Lagrange azonban továbbra is az a csendes, szerény, gondolataiba mélyedő, tiszteletreméltó tudós maradt, aki volt. Kétszer nősült; második felesége, Pierre-Charles Le Monnier csillagász lánya sokkal fiatalabb volt nála.

## A Lagrange-függvény
A Lagrange-függvény a fizikai rendszerek állapotát jellemző mennyiség. A mechanikában a kinetikus (mozgási) és a potenciális energia különbsége adja a Lagrange-függvényt. Az időben változó, egyik állapotból a másikba átmenő fizikai rendszerek úgy is elgondolhatók, mintha egy fejlődési pálya mentén mozdulnának el. E felfogás alapján feltehető a kérdés, hogy a rendszer miért választ egy adott utat az összes lehetséges közül. A válasz erre az, hogy a rendszer mindig olyan út mentén mozdul el, hogy Lagrange-függvényeinek összege a lehető legkisebb legyen. Ez olyasmit sejtet, mintha a Lagrange-függvény bizonyos értelemben a távolságok megfelelője lenne, és a fizikai rendszer – valamilyen elvont módon – mindig a legrövidebb utat választaná. A fénysugár speciális esetében a rendszer pályái éppen egybeesnek a fény rendes, térbeli útjával, és a Lagrange-függvény egyszerűen az idő múlására redukálódik. Az egyenestől eltérő vonalú pálya tehát, amit a fény egy fénytörő lencsében befut, pontosan az az út, amelynek megtételéhez a legrövidebb időre van szüksége. Az elv azonban általánosabb ennél, és figyelemre méltó az a megállapítás, hogy a jelek szerint minden jelenséget egyformán jól ír le – egy holdrakéta útját éppúgy, mint annak valószínűségét, hogy az egymással ütköző szubatomi részecskék a kiválasztott irányban folytassák útjukat az ütközés után.

## A Lagrange-pont

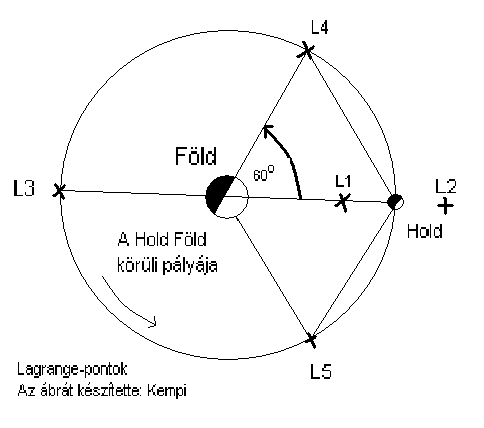
Lagrange-pontok. Öt librációs pont elnevezése (jelzésük L1, L2, L3, L4 és L5) egy három testből álló rendszerben. E pontokban egy elenyésző tömegű test (űreszköz) a két másik, nagy tömegű égitest vonzóhatása ellenére viszonylag stabil pályán, tartósan mozoghat

A Lagrange-pont a csillagászatban a tér azon pontja, amelyben egy kis test két nagyobb test együttes gravitációs vonzásának hatására azokhoz képest közelítőleg nyugalomban maradhat. Az ilyen pontok létezését ő vezette le 1772-ben. A valóságban 1906-ban fedezték fel azokat a kisbolygókat, amelyek a Jupiter és a Nap együttes gravitációs hatására a Jupiter pályáján mozognak, és a két égitesthez képest tartósan a Lagrange által megadott helyen vagy annak közvetlen közelében maradnak (lásd még trójai kisbolygók).
Minden két nagy tömegű testből álló rendszerben (pl. Nap-Jupiter vagy Föld-Hold) elméletileg öt Lagrange-pont van, de közülük csak kettő (az L4 és az L5) stabil, azaz olyan, ahol a kis testek a külső gravitációs perturbációs hatások ellenére tartósan megmaradnak. E stabil pontok a két nagy tömegű testtel olyan egyenlő oldalú háromszögeket alkotnak, amelyeknek egyik csúcsa az egyik Lagrange-pont, a másik két csúcspontban pedig a nagy tömegű testek találhatók.